# 피아노 협주곡 2번 (생상스)

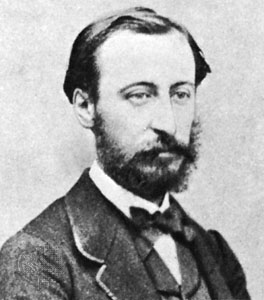
1875년 생상스

《피아노 협주곡 2번 사단조 작품 번호 22》는 카미유 생상의 가장 인기 있는 피아노 협주곡일 것이다. 5월 13일 초연에서 작곡가는 솔리스트였고 안톤 루빈스타인은 오케스트라를 지휘했다. 생상은 3주 만에 협주곡을 썼고 초연을 준비할 시간이 거의 없었다. 결과적으로 이 작품은 처음에는 성공하지 못했다.
이 작품은 3 악장 의 전통적인 형식을 따르지만 템포 표시에서 더 많은 자유를 허용한다. 일반적으로 1악장은 빠르게 진행되고 2악장은 느리지만 여기서는 1악장이 느리고 2악장은 스케르초와 같은 특성을 가지고 있어 전형적인 4악장 교향곡과 비슷하지만 1악장이 없는 형태를 띠고 있다. (베토벤의 월광 소나타 로도 대표되는 형식).

## 악장
협주곡의 악장은 다음과 같다.
1. Andante sostenuto (in G minor and sonata form)
이 협주곡은 피아노 독주로 시작되는데, 이 곡은 요한 세바스티안 바흐의 판타지아 스타일의 서주를 연주한다. 오케스트라가 등장한 후, 첫 번째 주제가 피아노 독주로 연주된다. 생상스는 그의 제자 가브리엘 포레의 모테트에서 주제를 따왔다. 짧은 두 번째 테마가 나타나고 이어서 "animato"의 정도를 증가시키는 중간 섹션이 나타난다. 주요 주제는 요약된 "포르티시모"이고 독주자에게는 긴 "ad libitum" "cadenza"가 주어진다. 바흐와 같은 오프닝 모티브가 코다로 돌아온다.
2. Allegro scherzando (in E-flat major and sonata form)
두 번째 악장은 E-플랫 장조이며 스케르초풍이다. 스케르초풍의 피아노 부분은 'legieramente'라고 표기되어 있다.
3. Presto (in G minor and sonata form)
협주곡은 G단조로 돌아가는 것으로 끝을 맺는다. 프레스토 속도로 오케스트라와 솔리스트는 소란스럽게 달려가 볼륨과 추진력을 얻고 G 단조 아르페지오로 끝을 맺는다.